# Станиславский, Константин Сергеевич
Константи́н Серге́евич Станисла́вский (настоящая фамилия — Алексе́ев; 5 [17] января 1863, Москва — 7 августа 1938[…], Москва) — русский и советский театральный режиссёр, актёр, педагог, теоретик, реформатор театра. Первый народный артист СССР (1936), кавалер ордена Ленина (1937). Почётный член АН СССР (1925).
Создатель знаменитой актёрской системы, которая на протяжении более сотни лет имеет огромную популярность в России и мире.
В 1888 году стал одним из основателей Московского общества искусства и литературы. В 1898 году вместе с Владимиром Немировичем-Данченко основал Московский Художественный театр.

## Биография

### Детство

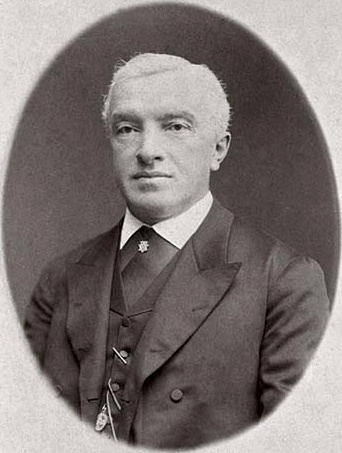
Сергей Алексеев, отец Станиславского

Родился 5 (17) января 1863 года в Москве, в многодетной (девять братьев и сестёр) семье промышленника Сергея Алексеева (1836—1893), состоявшей в родстве с Саввой Мамонтовым и братьями Третьяковыми. В 1877 году глава семьи был избран старшиной московского купечества.
Мать Константина, Елизавета Васильевна Яковлева (5 апреля 1841 — 12 октября 1904), родом из Петербурга. Она дочь купца 1-й гильдии Василия Абрамовича Яковлева (1806—1848; владелец каменоломен в Финляндии, работал с О. Монферраном, поставляя гранит для Исаакиевского собора и Александровской колонны) и гастролировавшей в Петербурге парижской актрисы Мари Варле (фр. Marie Varlet, ca. 1818—1885), которая, по современному ей отзыву, была «актрисой второго плана, но хорошей школы». В незарегистрированном браке, длившемся несколько лет, у Яковлева и Варле родились две дочери — Мари (ca. 1838) и Адель (1841), в крещении Мария и Елизавета. Вскоре после рождения Адели семья распалась — Варле увлеклась другим мужчиной, который официально на ней женился, и в 1847 году устроилась в постоянную французскую труппу Михайловского театра, где выступала в амплуа субретки. Мари и Адель остались на попечении родного отца, который официально удочерил их. После безвременной кончины отца, его молодая вдова обращалась с ними как злая мачеха. Впоследствии Мари Варле много лет жила в Москве, неподалёку от внуков. Но детям Алексеевых было запрещено с ней общаться — в этой семье она была табуирована. Несмотря на то, что с бабушкой Станиславский никогда не встречался, он был уверен в том, что унаследовал страсть к театру именно от неё.
Константин родился хилым, страдал рахитом, говорить начал поздно и до 10 лет не выговаривал «л» и «р». Благодаря заботам матери, к 9—10 годам он окреп, стал быстро развиваться и оказался заводилой среди сверстников. По обычаям того времени, его обучение началось дома. Родители нанимали детям лучших учителей Москвы. Но вследствие «необходимости получения льгот по воинской повинности и соответствующего образовательного ценза» весной 1875 года Константин сдал экзамен и поступил во второй класс четвёртой классической гимназии (Покровка, 22) с преподаванием двух древних языков (в отличие от выпускников реальных гимназий, выпускники классических гимназий могли продолжить образование в университете). В конце августа 1878 года он покинул гимназию, поступив в пятый класс Лазаревского института восточных языков, где первые восемь классов соответствовали курсу классической гимназии. Осенью 1881 года Константин уговорил отца не заставлять его оканчивать Лазаревский институт.
В семье Алексеевых увлекались театром — в московском доме имелся перестроенный для театральных представлений зал, а в усадьбе Любимовка был театральный флигель.

### Руководство фирмой
Уйдя из Лазаревского института осенью 1881 года, через несколько месяцев устроился работать учётчиком драгметаллов в конторе золотоканительной фабрики товарищества «Владимир Алексеев» в Рогожской части, под начальством своего дяди, Александра Владимировича Алексеева, и его сына Николая Александровича (потом городского головы). Там он проработал до национализации предприятия 30 ноября 1918 года, вкладывая часть заработанных денег в развитие театра.
В 1893 году стал помощником управляющего после ранней смерти отца и трагической гибели двоюродного брата, Николая Алексеева, на которого было совершено покушение в здании Думы.
Фирма возникла в 1785 году на базе небольшого металлообрабатывающего предприятия, именовавшегося фабрикой волочёного и плащёного золота и серебра. В 1862 году она была переименована в фабрику «Владимир Алексеев», которая 31 января 1894 года объединилась с находившейся по соседству золотоканительной фабрикой «П. Вишняков и А. Шамшин». На первом собрании учредителей образованного товарищества было создано правление, состоявшее из четырёх директоров под председательством Константина Алексеева. В течение 120 лет предприятие выпускало только золотоканительные изделия. В 1900 году на Всемирной промышленной выставке в Париже российскому товариществу «В. Алексеев, П. Вишняков и А. Шамшин» была присуждена золотая медаль «Гран-при» за новый вид золотошвейных нитей. Председатель правления Константин Алексеев и несколько работников получили медали и дипломы. С 1905 года стало развиваться производство новой, более перспективной продукции — изолированных проводников и кабелей. В августе 1909 года меднопрокатное и кабельное отделения фабрики были переименованы в меднопрокатный и кабельный заводы товарищества «В. Алексеев, П. Вишняков и А. Шамшин». Накануне Первой мировой войны фирма представляла собой технически высокоразвитый комбинат, выпускавший разнообразную электротехническую продукцию: провода и кабели, медные и алюминиевые проволоки, медные шины и полосы для электроподстанций, болтовую медь для паровозостроения, электрические лампы, золотоканительные изделия. Среди продукции, освоенной предприятием, было много новых изделий, которые русской промышленностью в то время не производились. В их числе изолированные микропровода, эмалированная проволока, цоколи для электрических ламп и т. п.
По инициативе Станиславского на фабрике появились читальня, чтения с показом диапозитивов и хор из рабочих, репетиции которого проводились четыре раза в неделю.
В 1895 году на фабрике был создан театр для рабочих, под вывеской «Рогожское отделение 1-го Московского общества трезвости». Среди первых постановок созданного Станиславским фабричного театра были «Бедность не порок» А. Н. Островского и «Предложение» по А. П. Чехову. Зал всегда был переполнен, часто зрители стояли у входных дверей и в проходах.
В 1902 году Станиславский создал духовой оркестр из рабочих и служащих. Вскоре после этого он купил соседний с фабрикой участок для строительства театрального здания. Театр был открыт 24 апреля 1904 года под звуки духового оркестра. Газета «Русские ведомости» сообщала: «На золотоканительной фабрике выстроено здание с постоянной сценой, где предполагается устраивать чтения, концерты и спектакли для рабочих фабрики. Число мест в зрительном зале рассчитано на 250 человек. Сцена имеет в ширину 14, в глубину 21 аршин. Всё здание освещается электричеством, прекрасно вентилируется и имеет противопожарный водопровод. Для открытия спектаклей поставлена была комедия „Лес“ А. Н. Островского».
В 1905 году, во время революционных волнений, в созданном Станиславским фабричном театре устраивались митинги, вследствие чего московский генерал-губернатор закрыл театр. Но уже через два года в здании театра вновь давались спектакли, в том числе и известного оперного театра Сергея Зимина.
В 1909 году фирме потребовались дополнительные площади для зданий меднопрокатного и кабельного заводов. Правление поставило вопрос о ликвидации фабричного театра. Станиславский был вынужден согласиться с мнением правления, но при условии предоставления, за счёт фирмы, некоторого количества мест для рабочих в Московском Художественном театре.

### Увлечение театром
Сценические опыты Константин начал в 1877 году в домашнем «Алексеевском кружке». Усиленно занимался пластикой и вокалом с лучшими педагогами, учился на примерах актёров Малого театра; среди его кумиров были Александр Ленский, Николай Музиль, Гликерия Федотова, Мария Ермолова. Играл в опереттах: «Графиня де ла Фронтьер» Шарля Лекока (атаман разбойников), «Мадемуазель Нитуш» Флоримона Эрве (Флоридор), а также в комической опере «Микадо» Артура Салливана (Нанки-Пу).
На любительской сцене в доме Андрея Карзинкина на Покровском бульваре в декабре 1884 года состоялось его первое выступление в роли Подколесина в гоголевской «Женитьбе». Также впервые молодой актёр работал под руководством артиста Малого театра Михаила Решимова, ставившего спектакль.

В день премьеры не обошлось и без курьёза, запомнившегося Константину Сергеевичу на всю жизнь. На склоне лет он сам рассказал об этом эпизоде: «В последнем акте пьесы, как известно, Подколесин вылезает в окно. Сцена, где происходит спектакль, была так мала, что приходилось, вылезая из окна, шагать по стоящему за кулисами роялю. Конечно, я продавил крышку и оборвал несколько струн. Беда в том, что спектакль давался лишь как скучная прелюдия к предстоящим веселым танцам». Но в полночь не смогли найти мастера для починки рояля, и незадачливому исполнителю пришлось весь вечер сидеть в углу зала и петь все танцы подряд. «Это был один из самых веселых балов,— вспоминал К. С. Станиславский,— но, конечно, не для меня». Посочувствуем и мы не только бедному юноше, но и очаровательным барышням, лишившимся в этот вечер элегантного и умелого красавца кавалера…

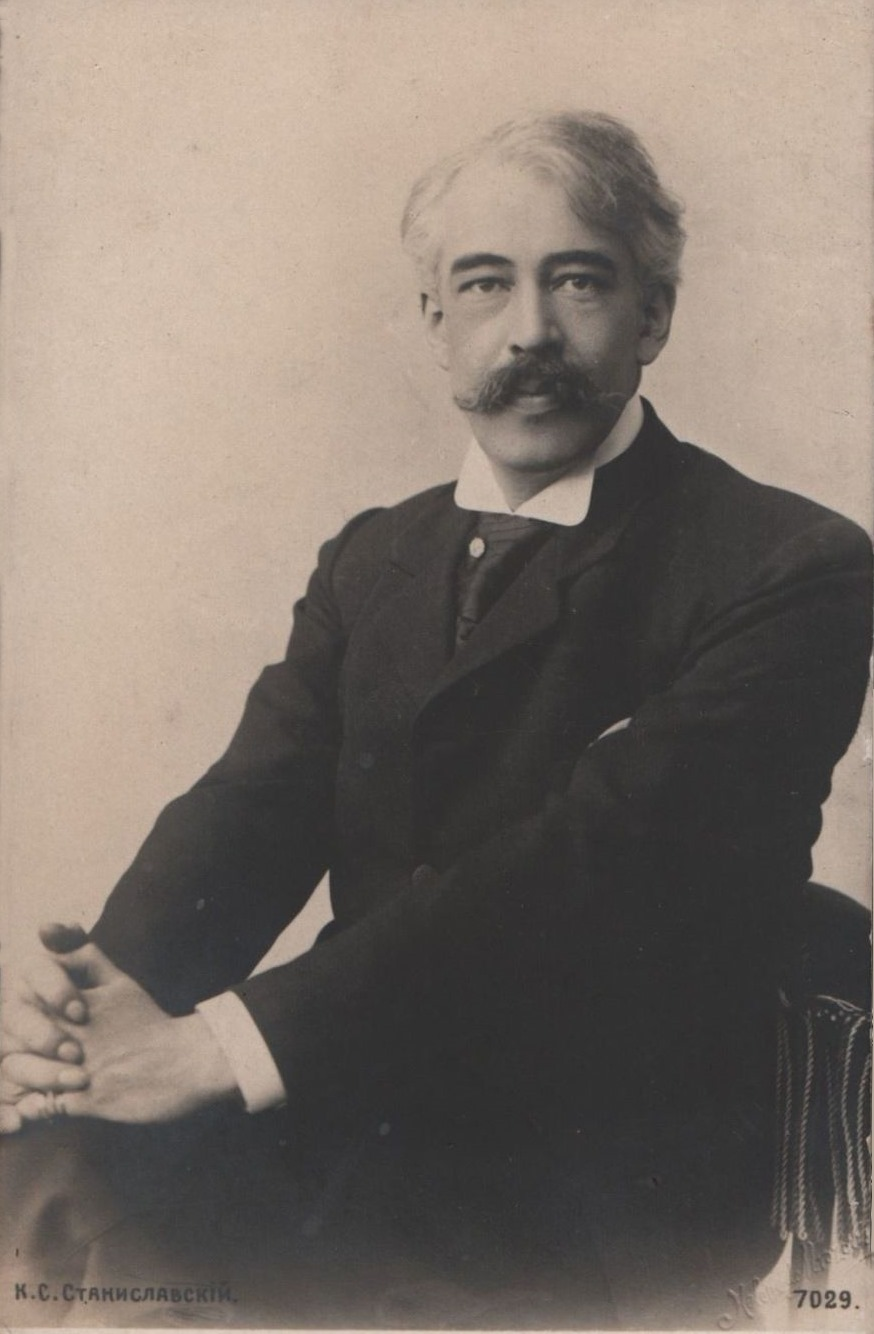
К. С. Станиславский, около 1901 г.

В любительском спектакле 27 января 1885 года в театре Секретарёва на Последней Кисловке, играя в трёхактной комедии Виктора Крылова «Лакомый кусочек» роль помещика Бардина, Константин Алексеев впервые выступил под псевдонимом «Станиславский», перенятым от бывшего актёра-любителя, доктора Маркова. Но наслаждение своей сценической раскованностью оказалось недолгим:

Приходилось участвовать нередко в компании каких-то подозрительных лиц. Что делать? Играть было негде, а играть до смерти хотелось. Тут бывали и шулера, и кокотки. И мне, человеку «с положением», директору Русского музыкального общества, выступать в такой обстановке было далеко не безопасно с точки зрения моей «репутации». Приходилось скрыться за какой‑нибудь выдуманной фамилией. И я искал её в надежде, что она действительно меня скроет. В то время я увлекался одним любителем, доктором М., игравшим под фамилией Станиславского. Он сошёл со сцены, перестал играть, и я решил стать его преемником, тем более что польская фамилия, как мне тогда казалось, лучше укрывала меня. Однако я ошибся. Вот что случилось.
Я играл какой-то французский трёхактный водевиль, действие которого происходило в уборной актрисы, за кулисами. Завитой, расфранчённый, я влетел на сцену с громадным букетом. Влетел… и остолбенел. Передо мной в центральной главной ложе сидели отец, мать, старушки-гувернантки. А в последующих актах мне предстояли такие сцены, которые не могли бы быть пропущены строгой семейной цензурой. Я сразу одеревенел от конфуза и смущения. Вместо бойкого разбитного молодого человека у меня получился скромный, воспитанный мальчик. Вернувшись домой, я не смел показаться на глаза домашним. На следующий день отец сказал мне только одну фразу:
— Если ты непременно хочешь играть на стороне, то создай себе приличный кружок и репертуар, но только не играй всякую гадость бог знает с кем.
Старая гувернантка, помнившая меня ещё в колыбели, воскликнула:
— Никогда, никогда я не думала, что наш Костя, такой чистый молодой человек, способен публично… Ужасно! Ужасно! Зачем глаза мои видели это?!
— Станиславский К. С. Моя жизнь в искусстве Собрание сочинений, том 1. «Проспект», 2015, с. 110-11

В 1886 году Станиславский был избран членом дирекции и казначеем Московского отделения Русского музыкального общества и состоящей при нём консерватории. Его сотоварищами по дирекции консерватории были Пётр Ильич Чайковский, Сергей Танеев, Сергей Третьяков. Вместе с певцом и педагогом Фёдором Комиссаржевским и художником Фёдором Соллогубом, он разрабатывал проект Московского общества искусства и литературы (МОИиЛ), вложив в него личные финансовые средства.
Толчком к созданию Общества послужила встреча с режиссёром Александром Федотовым: в его спектакле «Игроки» по Гоголю он сыграл Ихарева. Первый спектакль состоялся 8 (20) декабря 1888 года. За десять лет работы на сцене МОИиЛ стал известным актёром, его исполнение ряда ролей сравнивалось с лучшими работами профессионалов императорской сцены, часто в пользу актёра-любителя: Барон в «Скупом рыцаре» (1888), Дон Карлос и Дон Гуан в «Каменном госте» (1889), Сотанвиль в «Жорже Дандене» Мольера (1888), Фердинанд в «Буре» Шекспира (1889), Ананий Яковлев в «Горькой судьбине» (1888) и Платон Имшин в «Самоуправцах» Писемского; Паратов в «Бесприданнице» (1890) и Звездинцев в «Плодах просвещения» (1891).
На сцене Общества первым режиссёрским опытом стали «Горящие письма» Петра Гнедича (1889). Большое впечатление на театральную общественность, в том числе и на самого Станиславского, произвели гастроли Мейнингенского театра в России в 1885 и 1890 годах, отличавшегося высокой постановочной культурой. В 1896 году Николай Эфрос писал по поводу поставленного им «Отелло»: «Мейнингенцы, должно быть, оставили глубокий след в памяти К. С. Станиславского. Их постановка рисуется ему в виде прекрасного идеала, и он всеми силами стремится приблизиться к этому идеалу. „Отелло“ — большой шаг вперёд по этому симпатичному пути».
В январе 1891 года официально взял на себя в Обществе искусства и литературы руководство режиссёрской частью. Поставил спектакли «Уриэль Акоста» Карла Гуцкова (1895), «Отелло» (1896), «Польский еврей» Эркмана-Шатриана (1896), «Много шума из ничего» (1897), «Двенадцатая ночь» (1897), «Потонувший колокол» Герхарта Гауптмана (1898), где сыграл Акосту, бургомистра Матиса, Бенедикта, Мальволио, мастера Генриха. Искал, по сформулированному им позже определению, «режиссёрские приёмы выявления духовной сущности произведения». По примеру мейнингенцев использовал подлинные старинные или экзотические предметы, экспериментировал со светом, звуком, ритмом. Впоследствии выделял свою постановку «Села Степанчикова» Фёдора Достоевского (1891) и роль Фомы («рай для артиста»).

### Московский Художественный театр
Неудовлетворённость состоянием драматического театра в конце XIX века, необходимость реформ, отрицание сценической рутины провоцировали поиски Андре Антуана и Отто Брама, Александра Южина в московском Малом театре и Владимира Немировича-Данченко в Музыкально-драматическом училище Московского филармонического общества.
В 1897 году Немирович-Данченко пригласил Станиславского встретиться и обсудить ряд вопросов, касающихся состояния театра. Станиславский сохранил визитную карточку, на обороте которой карандашом написано: «Я буду в час в Славянском базаре — не увидимся ли?». На конверте он подписал: «Знаменитое первое свидание-сидение с Немировичем-Данченко. Первый момент основания театра».
В ходе этой, ставшей легендарной, беседы были сформулированы задачи нового театрального дела и программа их осуществления. По его словам, обсуждали «основы будущего дела, вопросы чистого искусства, наши художественные идеалы, сценическую этику, технику, организационные планы, проекты будущего репертуара, наши взаимоотношения». В продолжавшейся восемнадцать часов беседе обсудили состав труппы, костяк которой должны были составить молодые интеллигентные актёры, круг авторов (Генрик Ибсен, Герхарт Гауптман, Антон Чехов) и скромно-неброское оформление зала. Разделили обязанности: литературно-художественное veto было предоставлено Владимиру Немировичу-Данченко, художественное — Константину Станиславскому; набросали систему лозунгов, по которым будет жить новый театр.
14 (26) июня 1898 года в подмосковном дачном месте Пушкино началась работа труппы Художественного театра, созданной из учеников Немировича-Данченко по Музыкально-драматическому училищу и актёров-любителей Общества искусства и литературы. В первые же месяцы репетиций выяснилось, что разделение обязанностей руководителей условно. Репетиции трагедии «Царь Фёдор Иоаннович» Алексея Толстого начал Станиславский, создавший мизансцены спектакля, потрясшие публику на премьере, а Немирович-Данченко настоял на выборе на роль царя Фёдора своего ученика Ивана Москвина и на индивидуальных занятиях помог ему создать трогательный образ «царя-мужичка», который стал открытием спектакля.
Станиславский считал, что с «Царя Фёдора» началась историко-бытовая линия МХТ, к которой он относил постановки «Венецианского купца» (1898), «Антигоны» (1899), «Смерти Иоанна Грозного» (1899), «Власть тьмы» (1902), «Юлия Цезаря» (1903) и другие. С Чеховым он связывал линию интуиции и чувства, важнейшую линию постановок Художественного театра, куда относил «Горе от ума» (1906), «Месяц в деревне» (1909), «Братья Карамазовы» (1910), «Николай Ставрогин» (1913), «Село Степанчиково» (1917), «Живой труп» (1911), «Где тонко, там и рвётся» (1912), «Пир во время чумы» (1915) и другие.

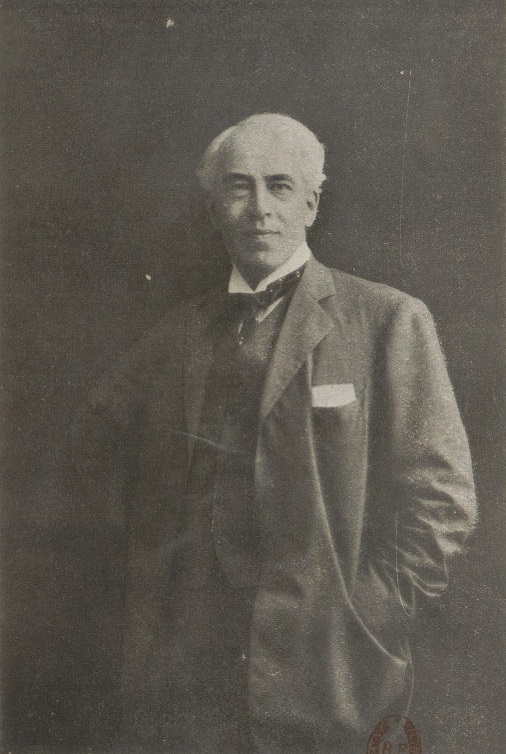
К. С. Станиславский, около 1912—1914 гг.

Значительнейшие спектакли Художественного театра, такие, как «Царь Фёдор Иоаннович», «Чайка», «Дядя Ваня», «Три сестры», «Вишнёвый сад» ставились Станиславским и Немировичем-Данченко совместно. В следующих постановках Чехова открытия «Чайки» были продолжены и приведены к гармонии. Принцип непрерывного развития объединял на сцене рассыпавшуюся, разрозненную жизнь. Был развит особый принцип сценического общения («объект вне партнёра»), неполного, полузамкнутого. Зрителя на чеховских спектаклях МХТ радовало и томило узнавание жизни, в её немыслимой прежде подробности.
В совместной работе над пьесой Максима Горького «На дне» (1902) обозначились противоречия двух подходов. Для Станиславского толчком было посещение ночлежек Хитрова рынка. В его режиссёрском плане была масса остро замеченных подробностей: грязная рубаха Медведева, башмаки, завёрнутые в верхнюю одежду, на которых спит Сатин. Немирович-Данченко искал на сцене «бодрую лёгкость» как ключ пьесы. Станиславский признавал, что именно Немирович-Данченко нашёл «настоящую манеру играть пьесы Горького», но сам эту манеру «просто докладывать роль» не принял. Афиша «На дне» не была подписана ни тем, ни другим режиссёром. Вначале за режиссёрским столом сидели оба руководителя. С 1906 года «каждый из нас имел свой стол, свою пьесу, свою постановку», — ибо, как пояснял Станиславский, каждый «хотел и мог идти только по своей самостоятельной линии, оставаясь при этом верным общему, основному принципу театра».
Первым спектаклем, где он работал отдельно, был «Бранд» Генрика Ибсена. В это время Станиславский вместе с Всеволодом Мейерхольдом создали Театр-студию на Поварской улице (1905). Опыты поисков новых театральных форм Станиславский затем продолжил в «Жизни Человека» Леонида Андреева (1907), где на фоне чёрного бархата появлялись схематически изображённые фрагменты интерьеров, в которых возникали схемы людей: гротесково заострённые линии костюмов, гримы-маски. В «Синей птице» Мориса Метерлинка (1908) был применён принцип чёрного кабинета: эффект чёрного бархата и осветительная техника были использованы для волшебных превращений.

#### Станиславский-актёр

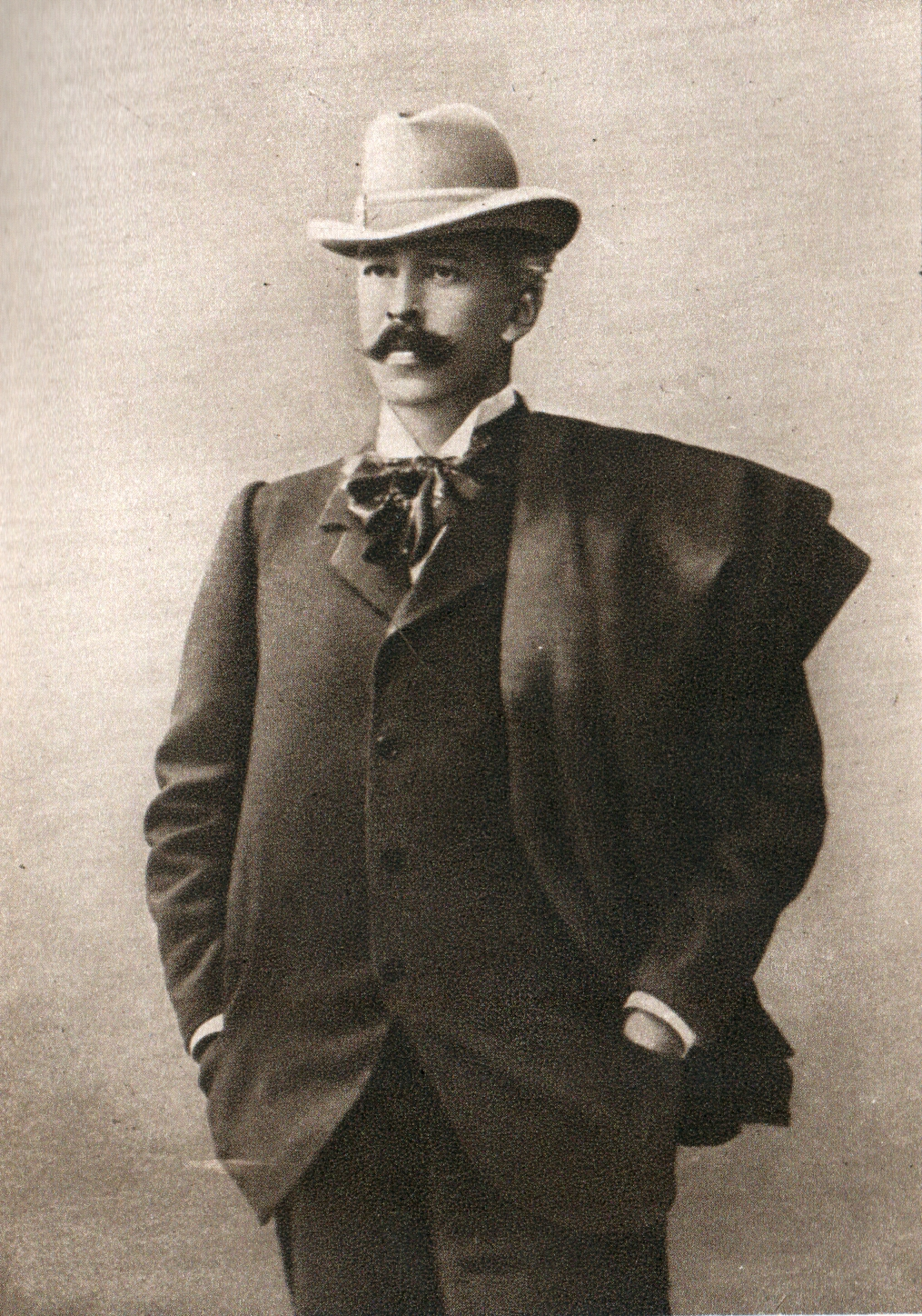
К. С. Алексеев в роли доктора Штокмана в пьесе Генрика Ибсена «Враг народа», 1900 год

При создании Художественного театра Константин Станиславский поверил Владимиру Немировичу-Данченко, будто роли трагического склада — не его репертуар. На сцене МХТ доигрывал только несколько прежних своих трагических ролей в спектаклях из репертуара Общества искусств и литературы (Генрих из «Потонувшего колокола» Гауптмана, Имшин в «Самоуправцах» Писемского). В постановках первого сезона сыграл Тригорина в «Чайке» и Левборга в «Гедде Габлер» Ибсена. По отзывам критики, его шедеврами на сцене стали роли Астрова в «Дяде Ване», Штокмана в «Докторе Штокмане», Вершинина в «Трёх сёстрах», Сатина в «На дне», Гаева в «Вишнёвом саде», Шабельского в «Иванове» (1904). Дуэт Вершинина — Станиславского и Маши — Ольги Книппер-Чеховой вошёл в сокровищницу сценической лирики.
Продолжал ставить перед собой все новые и новые задачи в актёрской профессии. Он требовал от себя создания системы, которая могла бы дать артисту возможность публичного творчества по законам «искусства переживания» во всякую минуту пребывания на сцене, возможность, которая открывается гениям в минуты высочайшего вдохновения. Свои искания в области театральной теории и педагогики перенёс в созданную им в 1912 году Первую студию МХТ (публичные показы её спектаклей состоялись в 1913 году).
За циклом ролей в современной драме — Чехова, Горького, Толстого, Ибсена, Гауптмана, Гамсуна — последовали роли в классике: Фамусов в «Горе от ума» Грибоедова (1906), Ракитин в «Месяце в деревне» Тургенева (1909), Крутицкий в пьесе Островского «На всякого мудреца довольно простоты» (1910), Арган в «Мнимом больном» Мольера (1913), граф Любин в «Провинциалке» Уичерли, Кавалер в «Хозяйке гостиницы» Гольдони (1914).
Двумя последними актёрскими ролями стали Сальери в трагедии «Моцарт и Сальери» (1915) и Ростанев, которого он должен был вновь играть в готовившейся с 1916 года постановке «Села Степанчикова». Причина неудачи Ростанева — роли, не показанной публике, — остаётся одной из загадок истории театра и психологии творчества. По многим свидетельствам, он «репетировал прекрасно». После генеральной репетиции 28 марта (10 апреля) 1917 года прекратил работу над ролью. После того как «не разродился» Ростаневым, навсегда отказался от новых ролей (нарушил этот отказ лишь в силу необходимости, во время гастролей за рубежом в 1922—1924 годах, согласившись играть воеводу Шуйского в старом спектакле «Царь Фёдор Иоаннович»).

#### После 1917 года

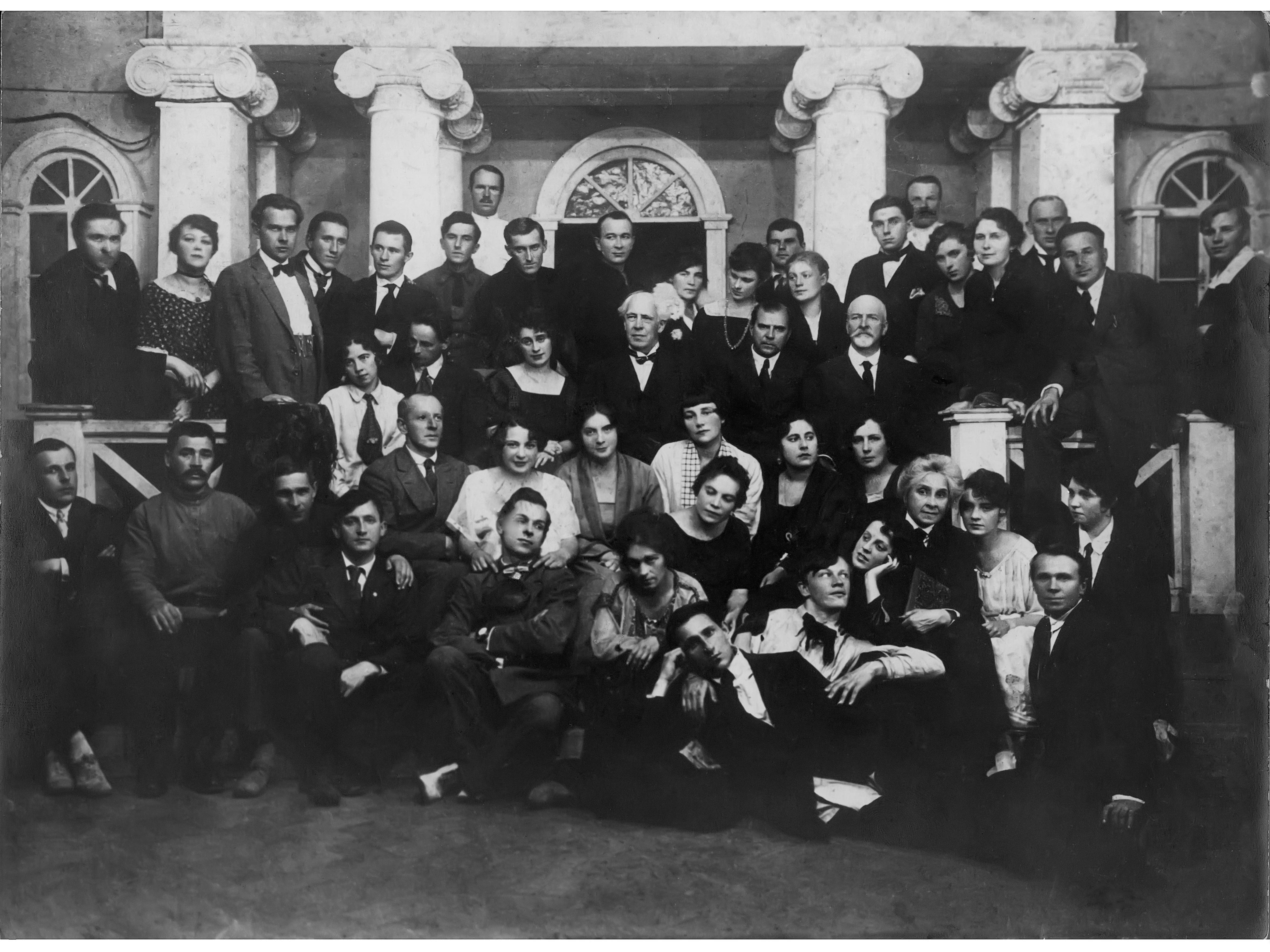
К. С. Станиславский с труппой театра-студии в Леонтьевском переулке в декорациях Особняка Ленского (ок. 1922 г.)

Осенью 1918 года поставил трёхминутный шуточный фильм, который не выходил в прокат и не имеет названия (в сети встречается под названием «Рыбка»). В фильме принимают участие он сам и актёры Художественного театра Иван Москвин, Василий Лужский, Александр Вишневский, Василий Качалов. По сюжету в саду при доме в Каретном Москвин, Лужский, Вишневский и Станиславский начинают репетицию и ждут опаздывающего Качалова. Он подходит к ним и жестами показывает, что не может репетировать, так как у него что-то не в порядке с горлом. Москвин осматривает Качалова и извлекает у него из горла металлическую рыбку. Все смеются.
Первой его постановкой после Октябрьской социалистической революции стал «Каин» Джорджа Байрона (1920). Репетиции только начались, когда Станиславский был взят заложником при прорыве белых на Москву. Общий кризис усугублялся в Художественном театре тем, что значительная часть труппы во главе с Качаловым, выехавшая в 1919 году в гастрольную поездку, оказалась отрезанной военными событиями от Москвы. Безусловной победой стала постановка «Ревизора» (1921). На роль Хлестакова режиссёр назначил Михаила Чехова, недавно перешедшего из МХАТа в его 1-ю студию. В 1922 году МХАТ под руководством Станиславского отправился в длительные зарубежные гастроли по Европе и Америке, которым предшествует возвращение (но не в полном составе) качаловской труппы.
В 1920-х годах остро встал вопрос смены театральных поколений; 1-я и 3-я студии МХАТа превратились в самостоятельные театры. Станиславский болезненно переживал «измену» учеников, дав студиям МХАТа имена шекспировских дочерей из «Короля Лира»: Гонерилья и Регана — 1-я и 3-я студии, Корделия — 2-я. В 1924 году в труппу Художественного театра влилась большая группа студийцев, в основном воспитанников 2-й студии.
Деятельность Константина Станиславского в 1920—30-е годы определялась, прежде всего, его желанием отстоять традиционные художественные ценности русского искусства сцены. Постановка «Горячего сердца» Островского (1926) стала ответом тем критикам, которые уверяли, будто «Художественный театр — мёртв». Стремительная лёгкость темпа, живописная праздничность отличала «Безумный день, или Женитьба Фигаро» Бомарше (1927) (декорации Александра Головина).
После прихода в труппу МХАТ молодёжи из 2-й студии и из школы 3-й студии Станиславский вёл с ними занятия, выпускал на сцену их работы, выполненные с молодыми режиссёрами. В числе этих работ, далеко не всегда им подписанных, — «Битва жизни» по Чарльзу Диккенсу (1924), «Дни Турбиных» Михаила Булгакова (1926), «Сёстры Жерар» Владимира Масса по мотивам мелодрамы Адольфа Д’Эннери и Эжена Кормона «Две сиротки», «Бронепоезд 14-69» Всеволода Иванова (1927), «Растратчики» Валентина Катаева и «Унтиловск» Леонида Леонова (1928).

### Поздние годы
В 1928 году после тяжёлого сердечного приступа, случившегося в юбилейный вечер в МХАТе, врачи навсегда запретили Станиславскому выходить на подмостки. Он вернулся к работе только в 1929 году, сосредоточившись на теоретических изысканиях, на педагогических пробах «системы» и на занятиях в своей Оперной студии, существовавшей с 1918 года (ныне — Московский академический музыкальный театр имени К. С. Станиславского и Вл. И. Немировича-Данченко), где были им поставлены оперы Николая Римского-Корсакова «Майская ночь» (1928) и «Золотой петушок» (1932). Также среди прочего руководил постановкой музыкальной драмы «Борис Годунов» Модеста Мусоргского (1929). Обновил традиции постановок зарубежной оперной классики, создав спектакли «Богема» Джакомо Пуччини (1927), «Севильский цирюльник» Джоаккино Россини (1933), «Кармен» Жоржа Бизе (1935) и другие.
Для постановки «Отелло» во МХАТе написал режиссёрскую партитуру трагедии, которую акт за актом высылал вместе с письмами из Ниццы, где надеялся закончить лечение. Опубликованная в 1945 году, партитура осталась неиспользованной, поскольку Илья Судаков успел выпустить спектакль до окончания работы Станиславского.
В начале 1930-х годов, используя свой авторитет и поддержку вернувшегося в СССР Максима Горького, обратился к правительству, пытаясь добиться особого положения для Художественного театра. Ему пошли навстречу. В январе 1932 года к названию театра была добавлена аббревиатура «СССР», уравнявшая его с Большим и Малым театрами. В сентябре 1932 года театру было присвоено имя Максима Горького, и он стал именоваться «МХАТ СССР им. Горького». В 1933 году он был награждён орденом Трудового Красного Знамени, в 1937 году — орденом Ленина. В 1933 году МХАТу было передано здание бывшего Театра Корша для создания филиала театра.

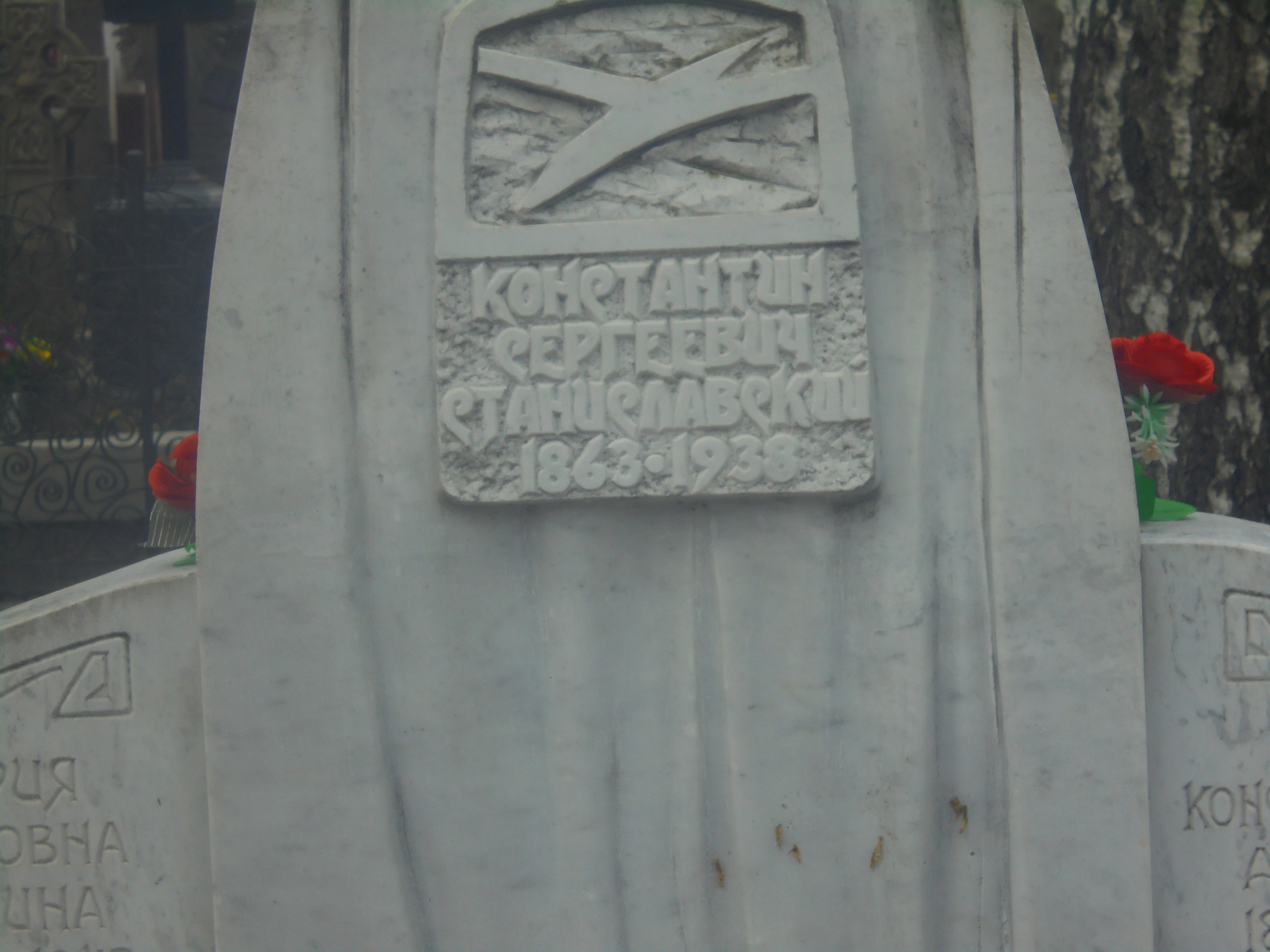
Могила Станиславского на Новодевичьем кладбище Москвы

Среди работ МХАТ этих лет — «Страх» Александра Афиногенова (1931), «Мёртвые души» (1932), «Таланты и поклонники» (1933), «Мольер» по Булгакову (1936).
В 1935 году открылась последняя — оперно-драматическая студия Константина Станиславского (ныне — Электротеатр Станиславский). Среди её работ был «Гамлет» Шекспира. Он встречался с актёрами у себя дома, в квартире в Леонтьевском переулке, превратив репетиции в актёрскую школу по разрабатывавшемуся им методу психофизических действий.
Вслед за книгой «Моя жизнь в искусстве» (американское издание — 1924 год, русское — 1926 год) и в продолжении разработки «системы» Станиславский успел отправить в печать первый том «Работы актёра над собой», который был издан посмертно в 1938 году.

### Болезнь и смерть
Станиславский умер 7 августа 1938 года на 76-м году жизни в Москве. Вскрытие показало гипертрофию сердца, эмфизему лёгких, аневризмы. «Были найдены резко выраженные артериосклеротические изменения во всех сосудах организма, за исключением мозговых, которые не поддавались этому процессу» — таково было заключение врачей-патологоанатомов. Похоронен 9 августа 1938 года на Новодевичьем кладбище (участок № 2).

## Семья и личная жизнь
- Отец — Сергей Владимирович Алексеев (1836—1893), предприниматель.
- Мать — Елизавета Васильевна Алексеева (урождённая Яковлева; 1841—1904)[24].
  - Сын (незаконнорождённый) — Владимир Сергеевич Сергеев (1883—1941), от отношений с крестьянской девушкой Авдотьей Назаровной Копыловой, был усыновлен отцом Станиславского С. В. Алексеевым, историк античности, доктор исторических наук, профессор МГУ[25]. Внук — известный историк и этнограф, академик АН СССР Юлиан Бромлей[25][26].
- Жена (с 1889) — Мария Петровна Лилина (1866—1943; по мужу — Алексеева), актриса МХТ, народная артистка РСФСР (1933)
  - Дочь — Кира Константиновна Алексеева-Фальк (1891—1977), художник. С 1943 года — хранитель (по договору) Дома-музея К. С. Станиславского, с 1947 года — директор Дома-музея, с 1965 года — главный хранитель. Была замужем за художником Робертом Фальком[27].
  - Сын — Игорь Константинович Алексеев (14 (26).09.1894, Москва — 05.05.1974, Москва), хранитель Дома-музея К. С. Станиславского.
- Брат — Владимир Сергеевич Алексеев (1861—1939), режиссёр музыкального театра, либреттист, переводчик, театральный педагог; заслуженный артист РСФСР (1935).

- Сестра — Зинаида Сергеевна Соколова (Алексеева) (1865—1950), актриса, театральный режиссёр, театральный педагог; заслуженная артистка РСФСР (1935).
- Сестра — Анна Сергеевна Алеева-Штекер (1866—1936), актриса.
- Брат — Георгий Сергеевич Алексеев (1869—1920), директор отделения фирмы «Владимир Алексеев» в Харькове, актёр-любитель, организатор «Товарищества исполнителей драматических произведений» в Харькове.
- Брат — Борис Сергеевич Алексеев (псевд.: Борин, Б. С. Полянский; 1871—1906) — актёр, выступал на сцене «Общества искусства и литературы», МХТ.
- Сестра — Любовь Сергеевна Алексеева (1871—1941) — актриса, в разные годы жена Г. Г. Струве, В. Н. Бостанжогло, И. И.  Корганова, А. Д. Очкина.
- Брат —  Павел Сергеевич Алексеев (1875—1888) — умер в отрочестве. Отличался способностями к рисованию. Автор эскизов к спектаклю «Алексеевского кружка» «Микадо, или Город Титипу» А. Салливана.
- Сестра — Мария Сергеевна Алексеева (псевд.: Аллина; 1878—1942) — оперная певица (колоратурное сопрано); в разные годы жена режиссёра и певца П. С. Оленина), оперных певцов В. С. Севастьянова, С. В. Балашова.
- Двоюродный брат — Николай Александрович Алексеев (1852—1893), предприниматель, городской голова Москвы (1885—1893).

## Историческое значение
Станиславский является создателем знаменитой Системы (известно, что главным источником для нее были труды о йоге Рамачараки), всемирно признанного метода обучения актёрскому мастерству, заложившего фундамент современной науки о театре. Идеалом артиста для Станиславского всегда оставался Шаляпин, и свою знаменитую систему, как признавался сам, он «списал с Шаляпина». Фёдор Иванович шутил по этому поводу, что Станиславский его «ограбил». Помимо этого, он стал одним из родоначальников, создателем режиссуры как профессии. Реформа режиссёрского искусства, осуществлённая Станиславским (вместе с коллегой и вторым-основателем Художественного театра Владимиром Немировичем-Данченко и его учеником Евгением Вахтанговым), дала новое направление искусству театра. В своей режиссёрской практике К. С. Станиславский широко пользовался всеми средствами выразительности, находящимися в распоряжении режиссёра, всегда стараясь подчинить их единой цели — воплощению идеи пьесы.

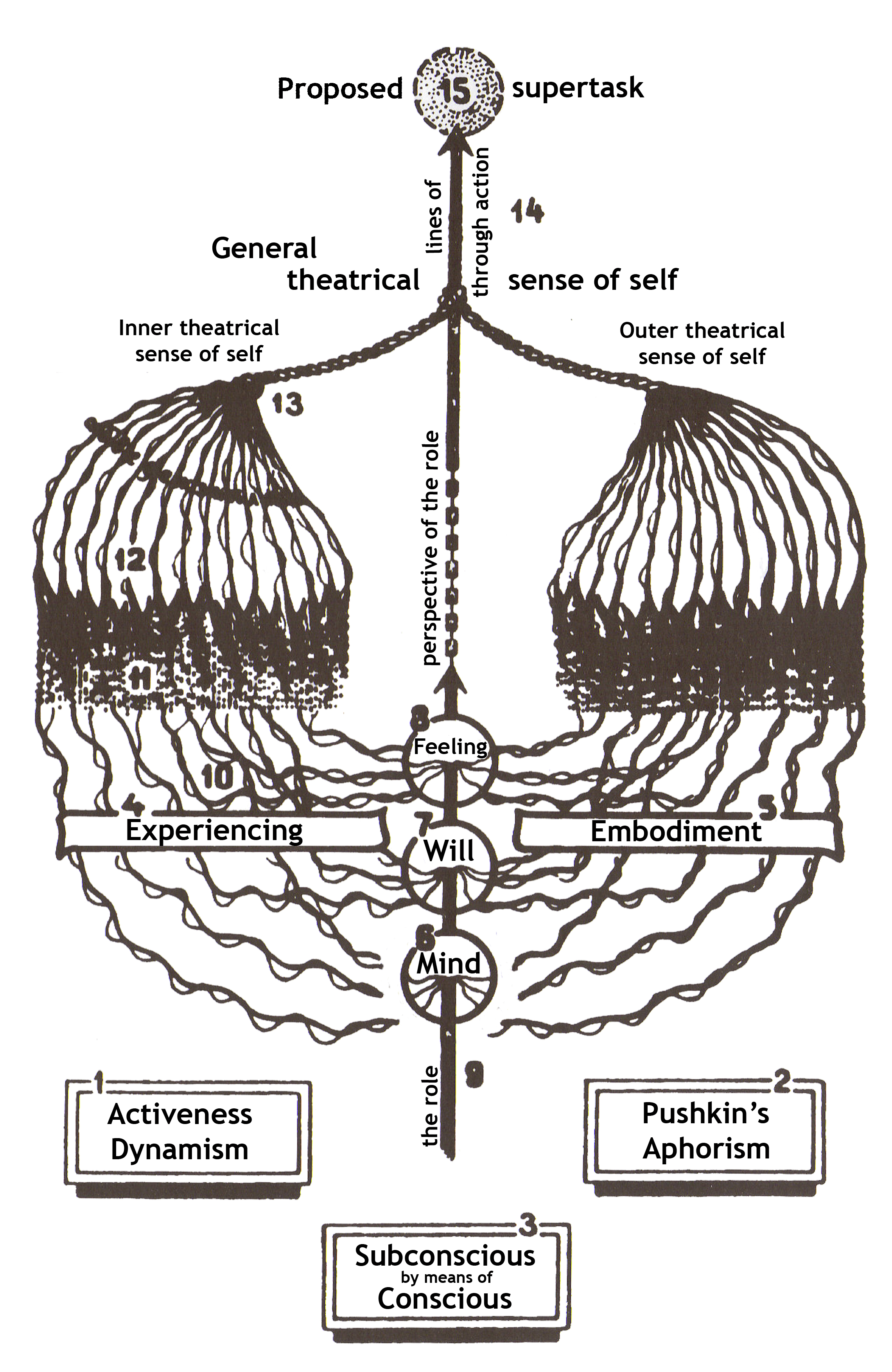

Константин Сергеевич так писал об этом: 
«Режиссёр — это не только тот, кто умеет разобраться в пьесе, посоветовать актёрам, как её играть, кто умеет расположить их на сцене в декорациях, которые ему соорудил художник. Режиссёр — это тот, кто умеет наблюдать жизнь и обладает максимальным количеством знаний во всех областях, кроме своих профессионально-театральных. Иногда эти знания являются результатом его работы над какой-нибудь темой, но лучше их накапливать впрок. Наблюдения тоже можно накапливать специально к пьесе, к образу, а можно приучить себя наблюдать жизнь и до поры до времени складывать наблюдения на полочку подсознания. Потом они сослужат режиссёру огромную службу».
Станиславский стал творцом, можно даже сказать изобретателем новой эстетики сценического искусства, утверждавшей взгляд на спектакль как на целостное художественное произведение, где все компоненты, образ, создаваемый актёром, пластическое решение, декорации, музыкальное оформление, подчинены общей идее, общему замыслу и согласованы между собой. Новые цели, поставленные перед всеми творцами спектакля, принципиально изменили роль каждого из них в его создании.

## Роли в театре
- 1877 — «Графиня де ла Фронтьер» Шарля Лекока — атаман разбойников
- 1877 — «Мадемуазель Нитуш» Флоримона Эрве — Флоридор
- 1877 — «Микадо» Артура Салливана — Нанки-Пу
- декабрь 1884 (премьера) — «Женитьба» Н.В. Гоголя — Подколёсин
- 27 января 1885 (премьера) — «Лакомый кусочек» В.А. Крылова — помещик Бардин
- 1896 — «Отелло» У. Шекспира —  Отелло
- 1898 — «Трактирщица» К. Гольдони — Локандиера, Трактирщица
- 24 апреля 1904 (премьера) — «Царь Фёдор Иоаннович» А.К. Толстого — Василий Шуйский
- 1915 — «Моцарт и Сальери» А.С. Пушкина — Сальери
- 1920 — «Каин» Джорджа Байрона
- 1924 — «Лес» А.Н. Островского

## Постановки
- 1895 — «Бедность не порок» А.Н. Островского
- 1895 — «Предложение» по А.П. Чехову

## Награды и звания
- Народный артист Республики (1923)
- Народный артист СССР (1936)[33]
- Орден Красного орла IV степени (Пруссия, Висбаден, 1906)[34][35]
- Орден Ленина (03.05.1937) — за выдающиеся заслуги в деле развития русского театрального искусства[36]
- Орден Трудового Красного Знамени (1933)[37]
- Почётный академик по разряду изящной словесности Петербургской академии наук (c 1917 — Отделение русского языка и словесности)[38]
- Почётный член АН СССР (1925).

## Галерея фотографий К. С. Станиславского

Фотографии К. С. Станиславского
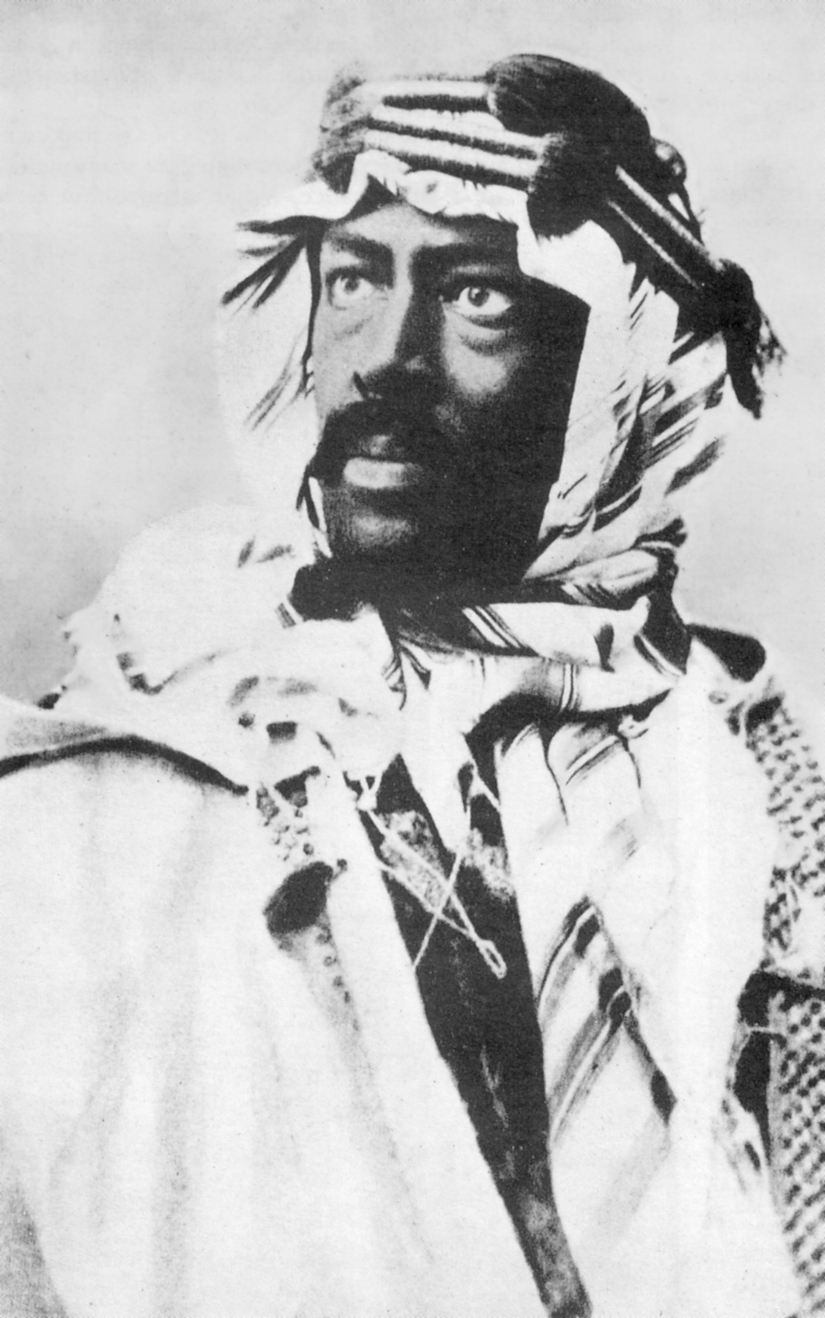
Константин Станиславский в роли Отелло («Отелло» Уильяма Шекспира) в 1896 году
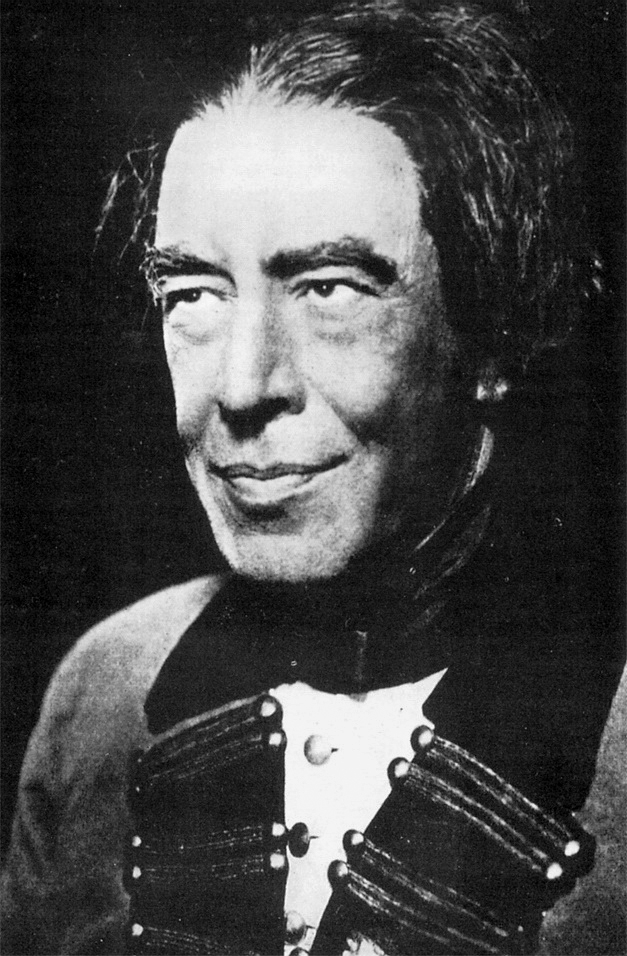
Константин Станиславский в роли Рипафратты («Локандиера», «Трактирщица» Гольдони) в 1898 году
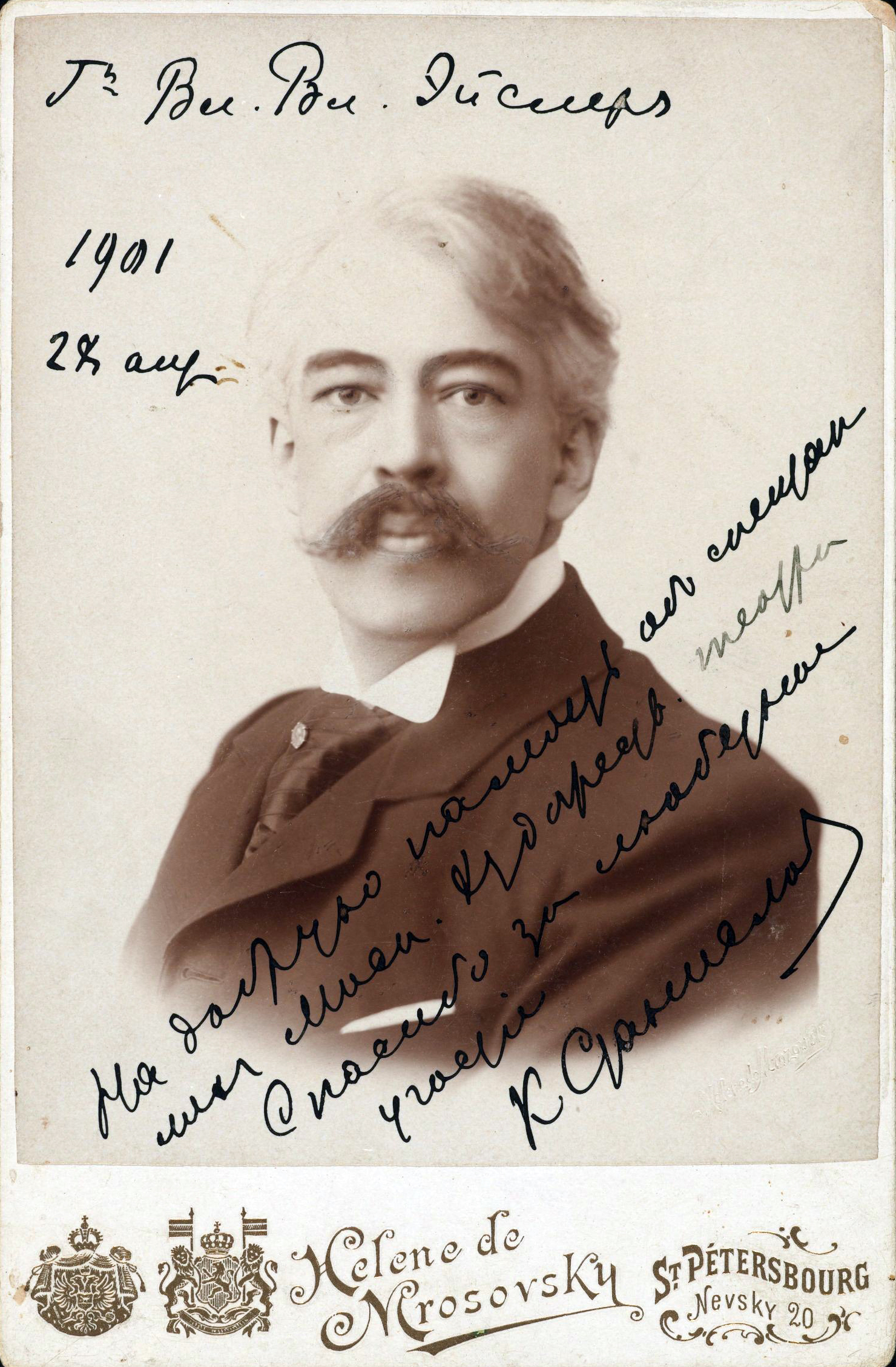
Константин Станиславский на рубеже XX века
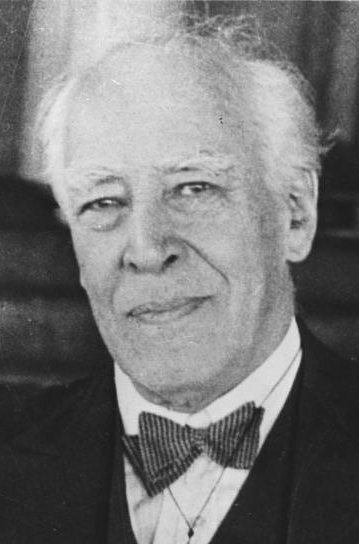
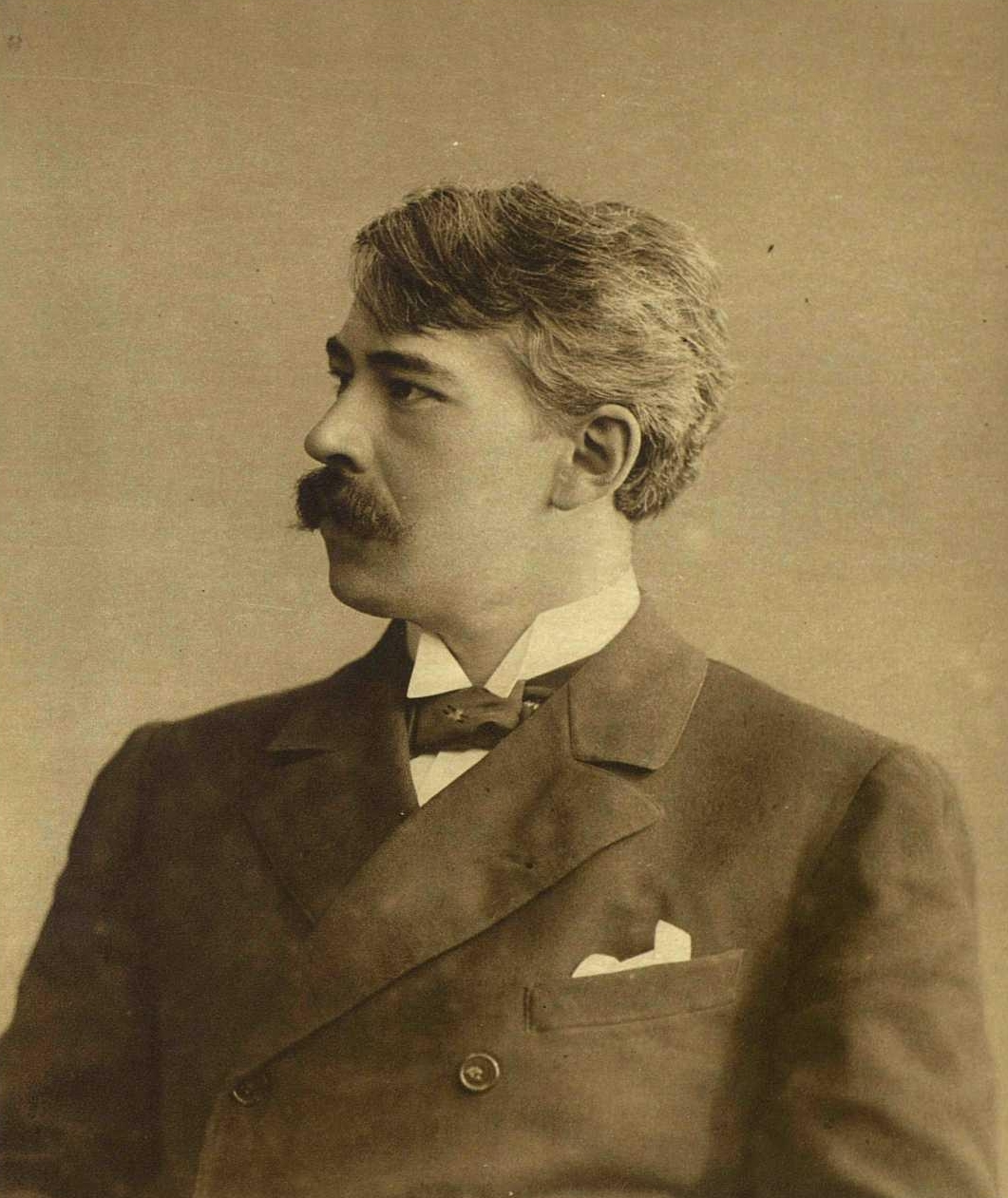
1901 год
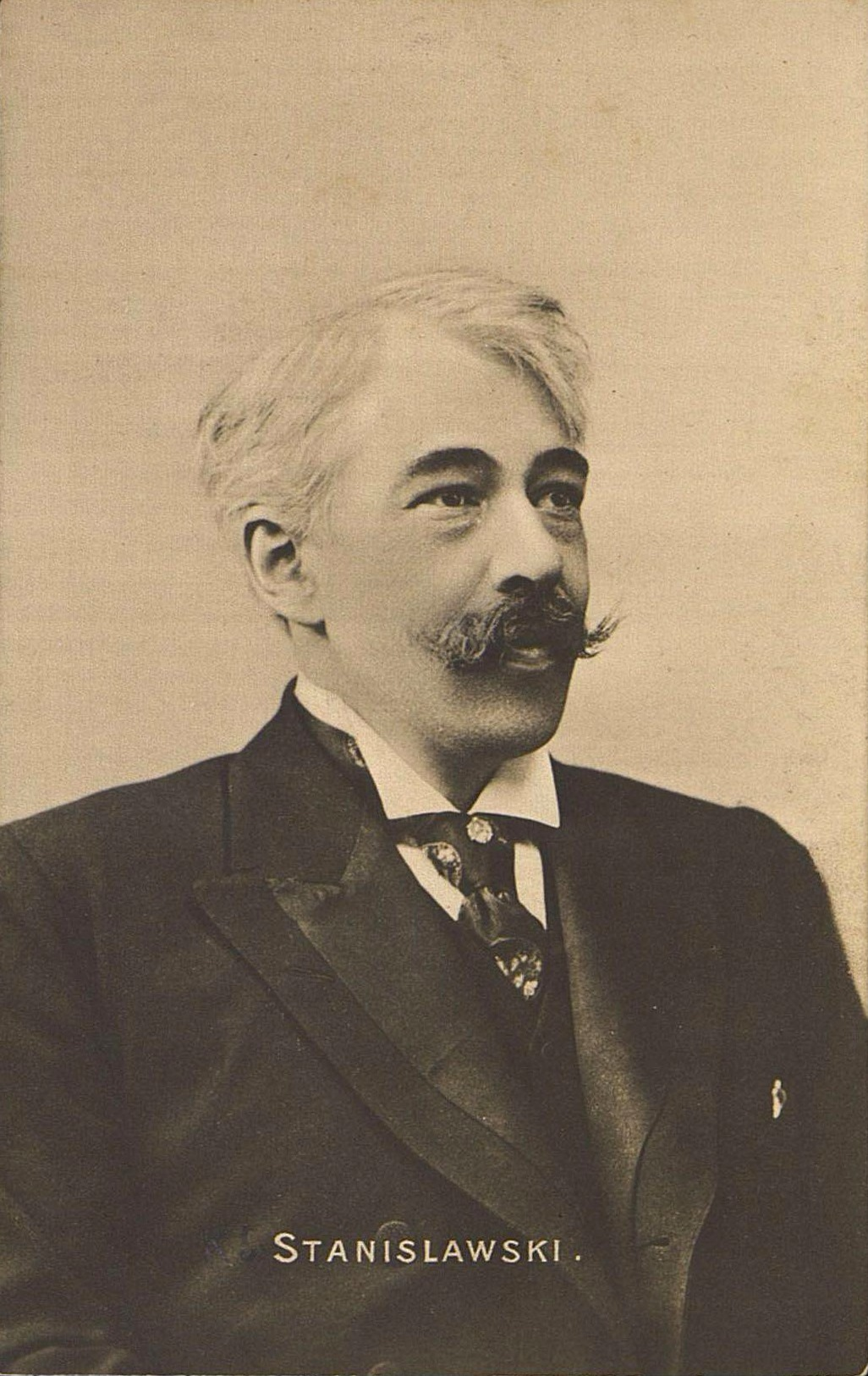
Начало XX века
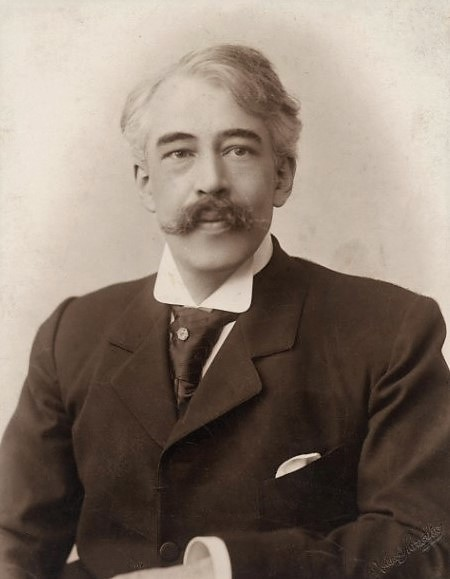
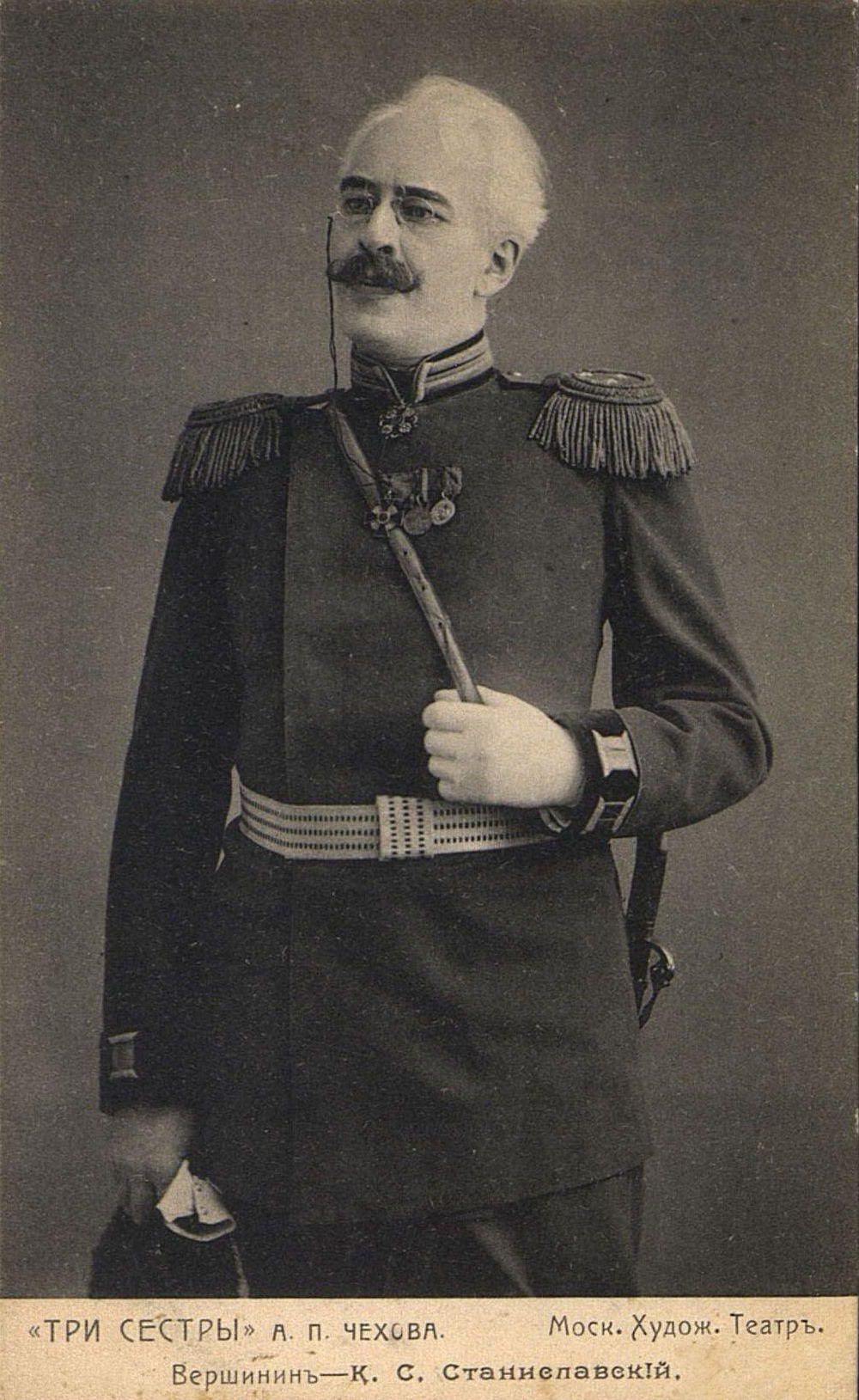
Константин Станиславский в роли Вершинина («Три сестры» А. П. Чехова) в начале XX века

## Память

Памятник К. С. Станиславскому в Караганде (Казахстан)

Информационная табличка в Ростове-на-Дону

- Названы именем режиссёра улицы в Липецке, Москве, Челябинске, Уфе, Туле, Ростове-на-Дону, Иркутске, Новосибирске, Нижнем Новгороде, Сочи, Адлере, Казани, Кривом Роге, Тосно, Химках, Киеве[39] Орске, Даугавпилсе[40], Минске[41], Мелитополе, Тбилиси и некоторых других населённых пунктах.
- 10 января 2010 года в Караганде перед входом в русский драматический театр был установлен памятник Константину Станиславскому за авторством скульптора Анатолия Билыка[42]. Памятник изготовлен из бронзы и представляет собой фигуру режиссёра, сидящего в кресле; общая высота памятника вместе с постаментом составляет 2,8 метра[43].
- 3 сентября 2014 года в Москве в Камергерском переулке, где расположен МХТ им. А. П. Чехова, был открыт памятник Станиславскому и Немировичу-Данченко работы скульптора Алексея Морозова[44]
- Названы именем режиссёра:
  - Московский музыкальный театр имени К. С. Станиславского и Вл. И. Немировича-Данченко.
  - Электротеатр Станиславский.
  - Ереванский русский драматический театр имени Константина Станиславского.
  - Карагандинский областной русский драматический театр имени К. С. Станиславского.
  - Каракалпакский государственный театр музыкальной драмы и комедии имени К. С. Станиславского.
- Государственная премия РСФСР имени К. С. Станиславского в области театрального искусства в 1966—1991 годах ежегодно присуждалась Советом министров РСФСР за все виды сценической деятельности, а также за книги о театре. Награждённым присваивалось звание «Лауреат Государственной премии РСФСР» и  вручались Почётный знак и диплом.
- Международная премия К. Станиславского — для награждения творческих людей, внёсших значительный вклад в развитие театрального искусства, а также представителей делового мира за активную поддержку театра. Учреждена Международным фондом К. С. Станиславского в 1994 году. Вручается на Международном театральном фестивале[45].
- «Верю. Константин Станиславский» — почётный приз ММКФ.
- В 1998 году Банк России выпустил две серебряные монеты номиналом 2 рубля, посвящённые 135-летию со дня рождения Станиславского.

### На почтовых марках

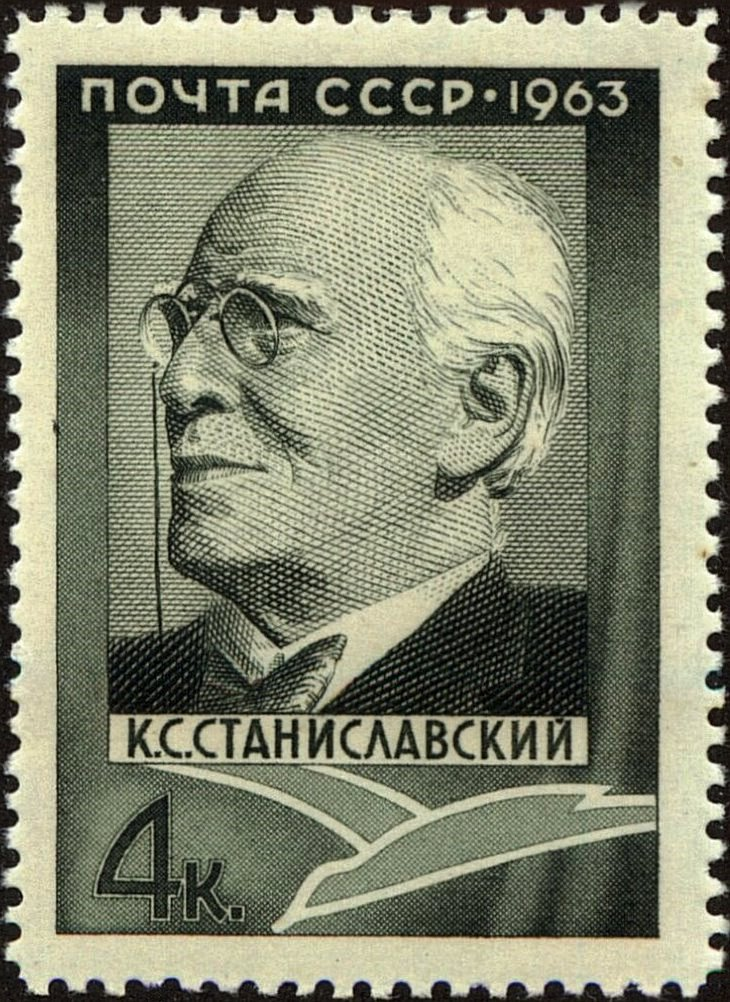
100 лет со дня рождения Константина Станиславского
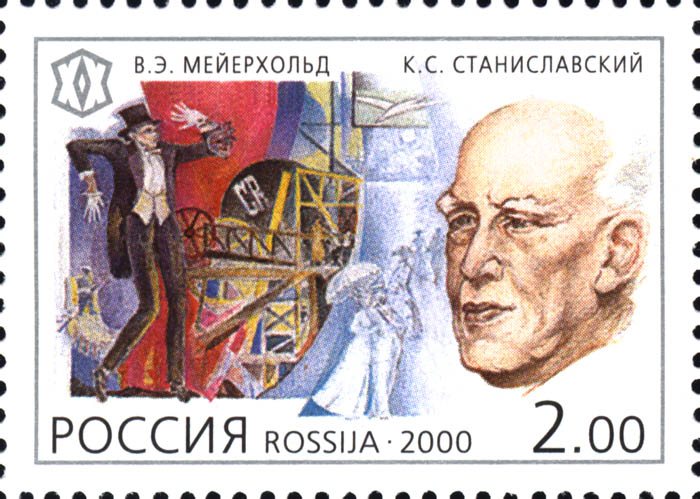
Всеволод Мейерхольд и Константин Станиславский
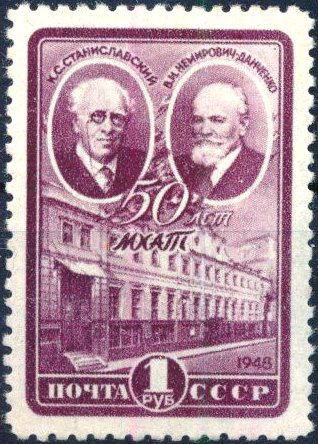
Почтовая марка, 1948 год. 50-летие Московского Художественного академического театра СССР имени М. Горького. Основатели театра К. С. Станиславский и В. И. Немирович-Данченко.
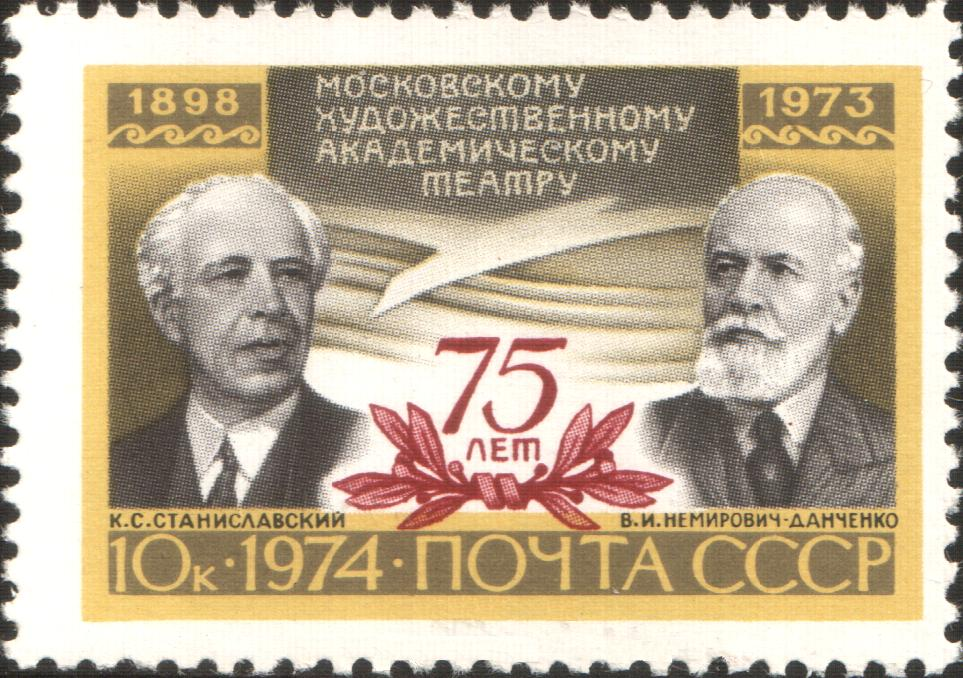
Почтовая марка, 1974 год. 75-летие Московского Художественного академического театра СССР имени М. Горького. Основатели театра К. С. Станиславский и В. И. Немирович-Данченко.
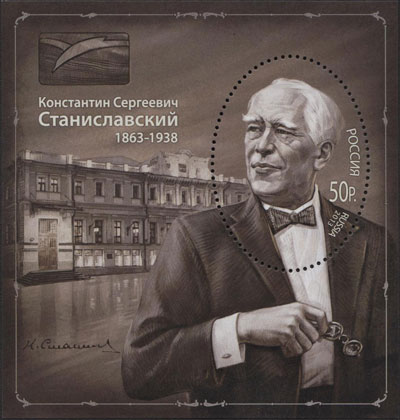
150 лет со дня рождения Константина Станиславского

## Образ в искусстве

### В литературе
- Константин Станиславский стал прототипом Ивана Васильевича, режиссёра Независимого театра, персонажа «Театрального романа» Булгакова[46].
- Станиславский (под своей настоящей фамилией) стал главным героем романа Генри Лайона Олди «Нюансеры».

### В кино
- «Я — актриса» (1980) — роль исполнил Константин Адашевский
- «Смерть Таирова» (2004) — роль исполнил Рогволд Суховерко
- «Хитровка. Знак четырёх» (2023) — роль исполнил Константин Крюков

## Сочинения
- К. С. Станиславский. Пьеса. «Мать моя, бедная мать» 1899
- К. С. Станиславский. Повесть. «Бабушка, я и огурцы» 1907
- К. С. Станиславский. Статьи. Речи. Беседы. Письма. — М.: Искусство, 1953.
- К. С. Станиславский. Творческое наследство. Материалы, письма, исследования. Институт истории искусств. Издательство Академии наук СССР. — М.: 1955.
- Режиссёрские экземпляры К. С. Станиславского. В 6 т. — М.: Искусство, 1980—1988.
- Станиславский К. С. Собрание сочинений: В 9 т. — М.: Искусство, 1988. Т. 1. Моя жизнь в искусстве / Коммент. И. Н. Соловьёвой. 622 с.
- Станиславский К. С. Собрание сочинений: В 9 т. — М.: Искусство, 1989. Т. 2. Работа актёра над собой. Часть 1: Работа над собой в творческом процессе переживания: Дневник ученика / Ред. и авт. вступ. ст. А. М. Смелянский. Коммент. Г. В. Кристи и В. В. Дыбовского. — 511 с.
- Станиславский К. С. Собрание сочинений: В 9 т. — М.: Искусство, 1990. Т. 3. Работа актёра над собой. Ч. 2: Работа над собой в творческом процессе воплощения: Материалы к книге / Общ. ред. А. М. Смелянского, вступит. ст. Б. А. Покровского, комент. Г. В. Кристи и В. В. Дыбовского. 508 с.
- Станиславский К. С. Собрание сочинений: В 9 т. — М.: Искусство, 1991. Т. 4. Работа актёра над ролью: Материалы к книге / Сост., вступит. ст. и коммент. И. Н. Виноградской. 399 с.
- Станиславский К. С. Собраний сочинений: В 9 т. — М.: Искусство, 1993. Т. 5. Кн. 1. Статьи. Речи. Воспоминания. Художественные записи / Сост., вступит. ст., подгот. текста, коммент. И. Н. Соловьёвой. — 630 с.
- Станиславский К. С. Собраний сочинений: В 9 т. — М.: Искусство, 1993. Т. 5. Кн. 2. Дневники. Записные книжки. Заметки / Сост., вступит. ст., подгот. текста, комм. И. Н. Соловьёвой. — 573 с.
- Станиславский К. С. Собраний сочинений: В 9 т. — М.: Искусство, 1994. Т. 6. Часть 1. Статьи. Речи. Отклики. Заметки. Воспоминания: 1917—1938. Часть 2. Интервью и беседы: 1896—1937 / Сост., ред., вступит. ст., коммент. И. Н. Виноградской. — 638 с.
- Станиславский К. С. Собраний сочинений: В 9 т. — М.: Искусство, 1995. Т. 7. Письма: 1874—1905 / Сост. Г. Ю. Бродской, коммент. З. П. Удальцовой, вступит. ст. А. М. Смелянского. — 735 с.
- Станиславский К. С. Собраний сочинений: В 9 т. — М.: Искусство, 1999. Т. 9. Письма: 1918—1938 / Сост. И. Н. Виноградская, Е. А. Кеслер, коммент. И. Н. Виноградская, З. П. Удальцова, ред. И. Н. Виноградская, вступит. ст. А. М. Смелянского. — 839 с.